# Grotte des Canalettes

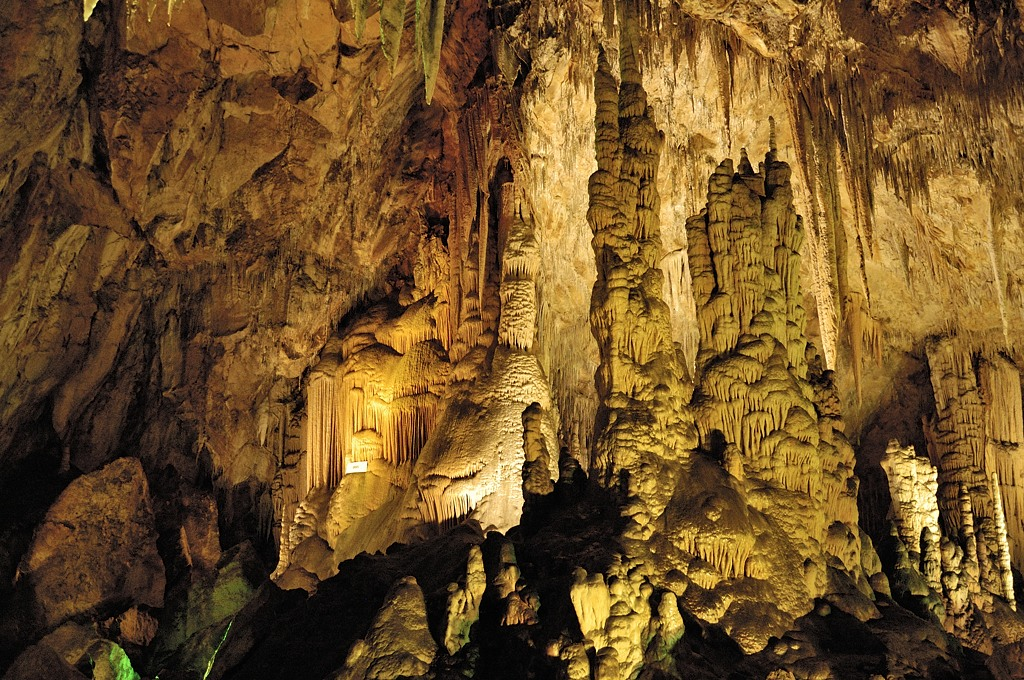
Grotte des Grandes Canalettes

Die Grotte des Canalettes, auch bekannt als Grotte des Grandes Canalettes ist eine Höhle in der Nähe von Villefranche-de-Conflent in den französischen Pyrenäen. Sie befindet sich etwa 6 km von Prades entfernt, nördlich der Straße nach Vernet-les-Bains. Der Zugang befindet sich nahezu direkt unterhalb des Gipfels des Canigou.

## Beschaffenheit und Besuch
Es handelt sich um ein ausgedehntes Höhlensystem, von dem ca. 500 Meter besichtigt werden können. Die Erschließung ist für den Besucher touristisch gestaltet. So werden die Touren, die auch für Gehbehinderte geeignet sind, musikalisch untermalt und mit effektiver Beleuchtung ausgestattet. Zu sehen sind vor allem Sinterbildungen aus Kalzit, wie Vorhänge, Spaghetti, Blumenkohlsinter und Tropfsteine unterschiedlichster Größe und von teilweise bemerkenswerter Reinheit, wie etwa ein Sinterbecken, welches sich allmählich mit Kalzit füllte und eine Gruppe ungewöhnlich weißer Sinterfahnen. 
Während des Sommers finden innerhalb der Tropfsteinhöhle aufgrund der besonderen Akustik auch klassische Konzerte statt. 

## Geschichte
Die Grotte ist Teil eines ausgedehnten unterirdischen Netzes von Kanälen und Seen, das auf Strebepfeilern des pyrenäischen Massivs beruht. Dieses als Fuilla-Netz bezeichnete Höhlensystem entdeckte 1957 Henri Salvayre, ein Hydrogeologe. Über 20 Jahre später  im Jahre 1978 begann er dann mit Edmond Delonca, ebenfalls Höhlenkundler, die Höhlen neu zu erforschen. Dabei entdeckten sie am 8. Mai 1982 den sogenannten Weißen Saal und veranlassten die öffentliche Einrichtung der Grotte.